# オマーンの国旗
オマーンの国旗は赤・白・緑の三色旗で国章があしらわれている旗。
旗竿側の紋章は、国章でもあり、この国特有のカンジャルと呼ばれる短剣と太刀を組み合わせたもので、スルタンの権威をあらわす。
赤は外敵からの国防を、白は平和を、緑は豊かな農作物による繁栄を表している。

?軍艦旗
空軍旗

## 歴史的な旗

?マスカット旗 / 縦横比: 不明
?1970年から1995年までの国旗、横の赤帯が現在のものより狭い
?現在の国旗（縦横比2:3の別タイプ）